# Waalskappel
Waalskappel (Frans: Wallon-Cappel) is een gemeente in de Franse Westhoek, in het Franse Noorderdepartement (Frans: département du Nord (regio Hauts-de-France). De gemeente ligt in Frans-Vlaanderen in de streek het Houtland. Waalskappel grenst aan de gemeenten Hondegem, Hazebroek, Moerbeke, Zerkel, Linde en Stapel. De gemeente telde 798 inwoners op 1 januari 2022.

## Naam
De plaatsnaam van het dorp heeft een Oudnederlandse herkomst. De oudste vermelding is van ca. 1190, als Galonis capella. Het betreft een samenstelling, waarbij het eerste element de genitief is van de volksnaam of de persoonsnaam Walo + -kapel (kleine kerk). De betekenis van de plaatsnaam is dan: Kapel van (de) Walen/Walo.

## Geschiedenis
In de vijftiende eeuw behoorde Waalskappel tot het kapittel van Terwaan.

## Bezienswaardigheden
- De Sint-Martinuskerk (Église Saint-Martin), een neogotisch bouwwerk van 1891.
- Lanceersite voor V1-raketten in het Bois des Huit-Rues[3].
- Het Rijkhoutekasteel (Ryck Hout Casteel) van 1609 was de zetel der heerlijkheid Waalskappel. Het herenhuis stond lang onbewoond, verviel tot een bouwval, verloor het dak tijdens een storm in 1989, stond in brand in 2000 en bevindt zich op omgracht terrein. In 2014 werd onderzocht of restauratie mogelijk was.
- Het Kasteel Eekhoute van 1302 werd na de Eerste Wereldoorlog door brand vernield en vervolgens afgebroken. Enkele fundamenten en resten van een omgrachting zijn nog aanwezig.

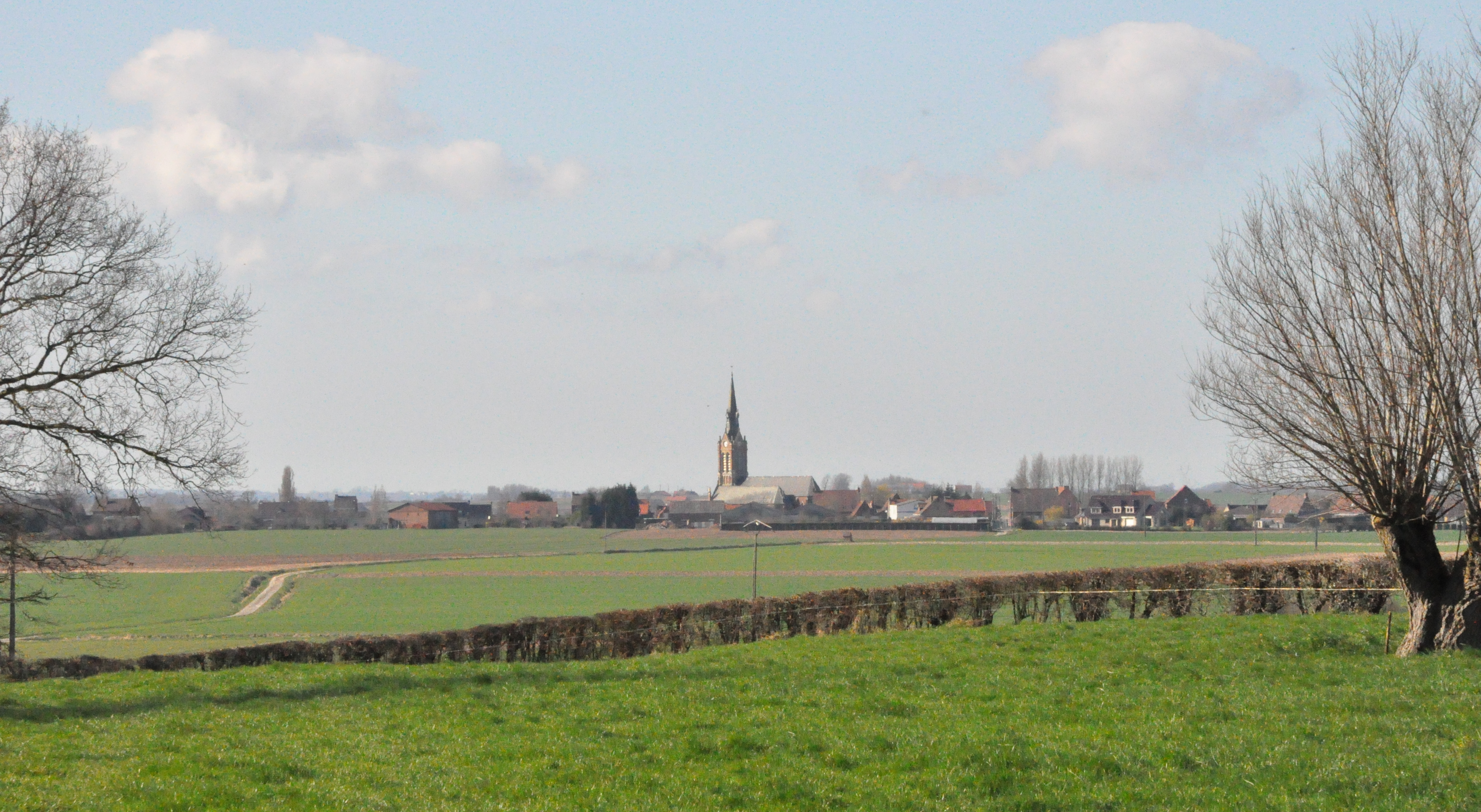
Zicht op Waalskappel
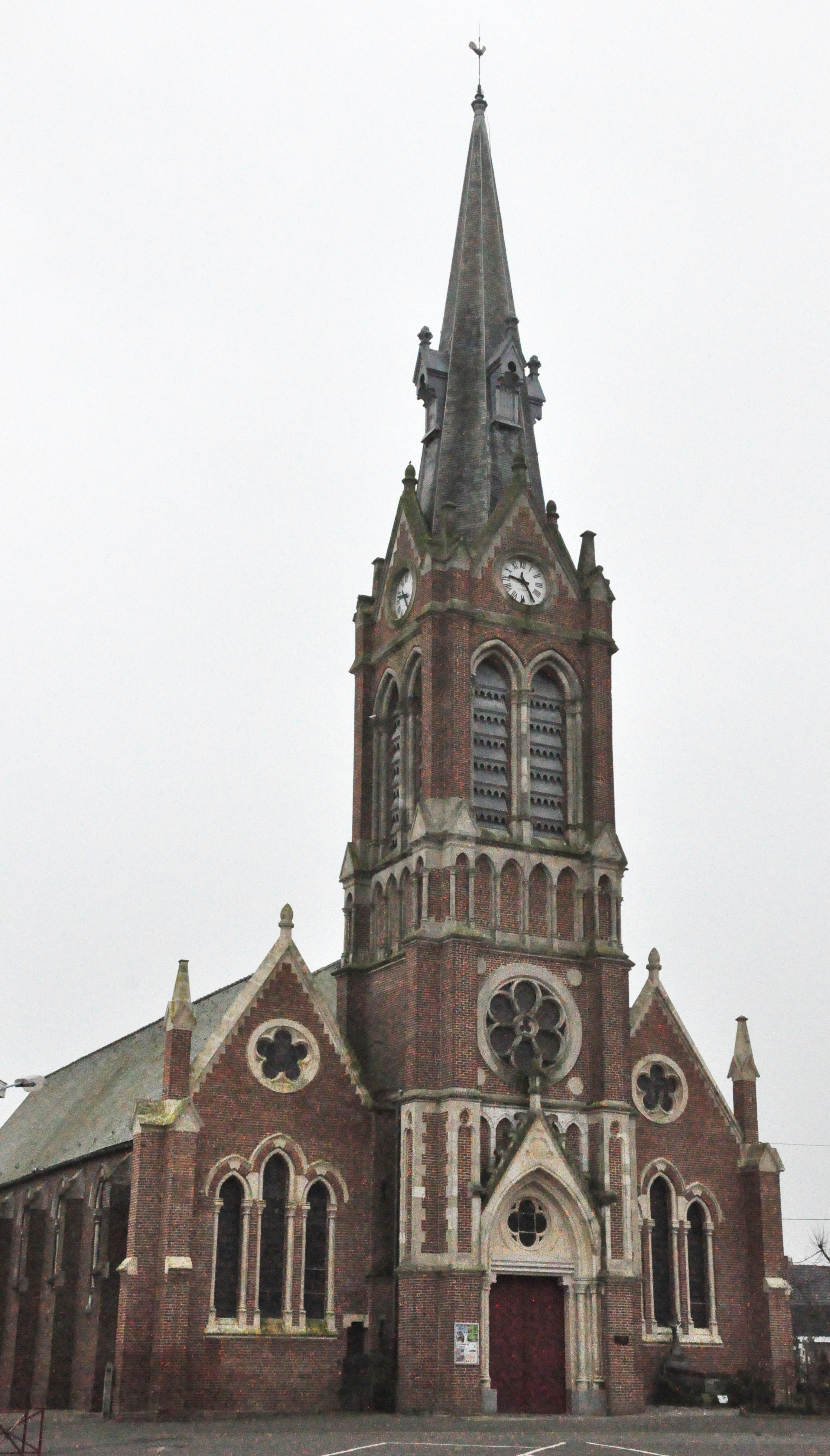
De Sint-Maartenskerk in Waalskappel
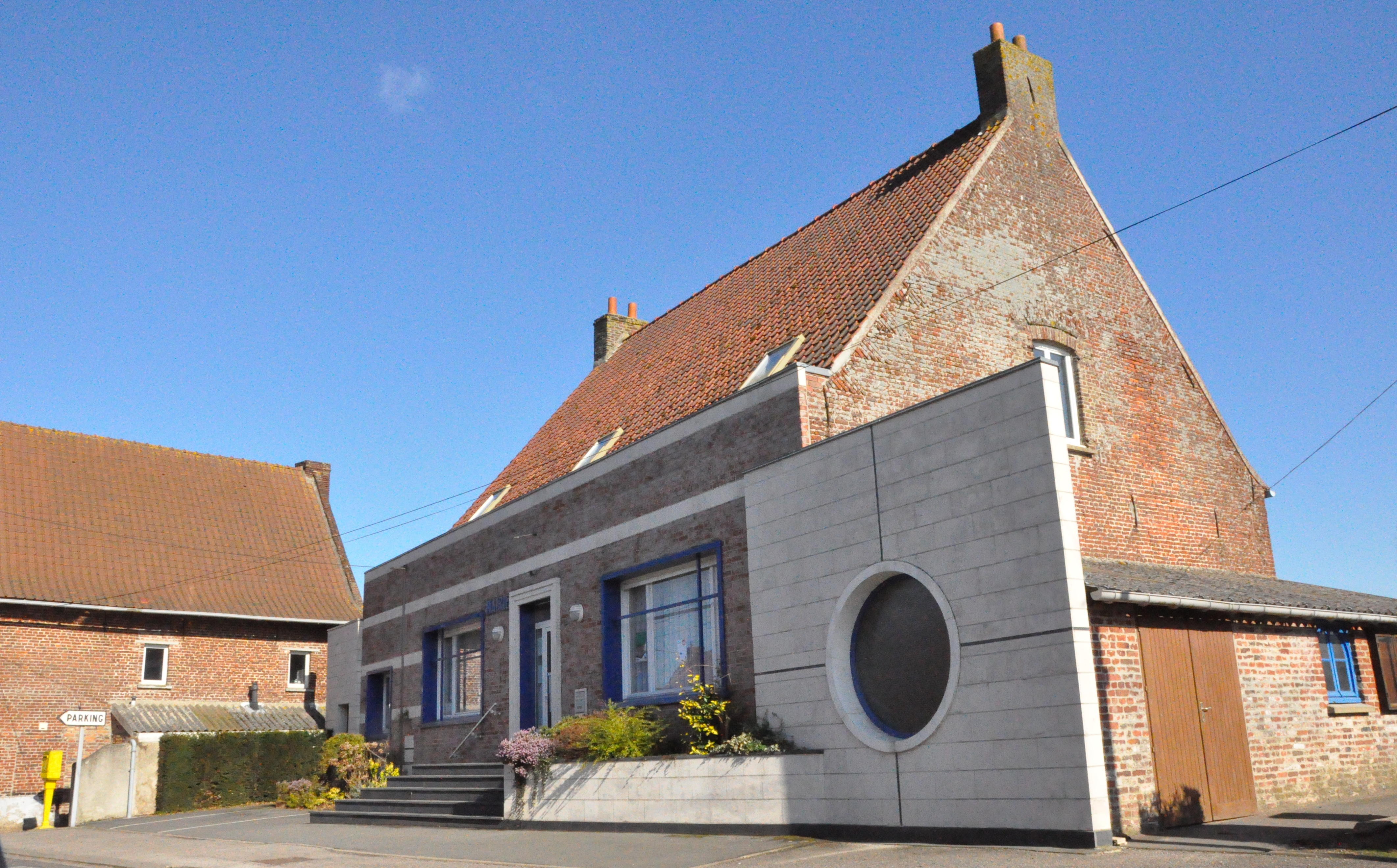
Het gemeentehuis van Waalskappel
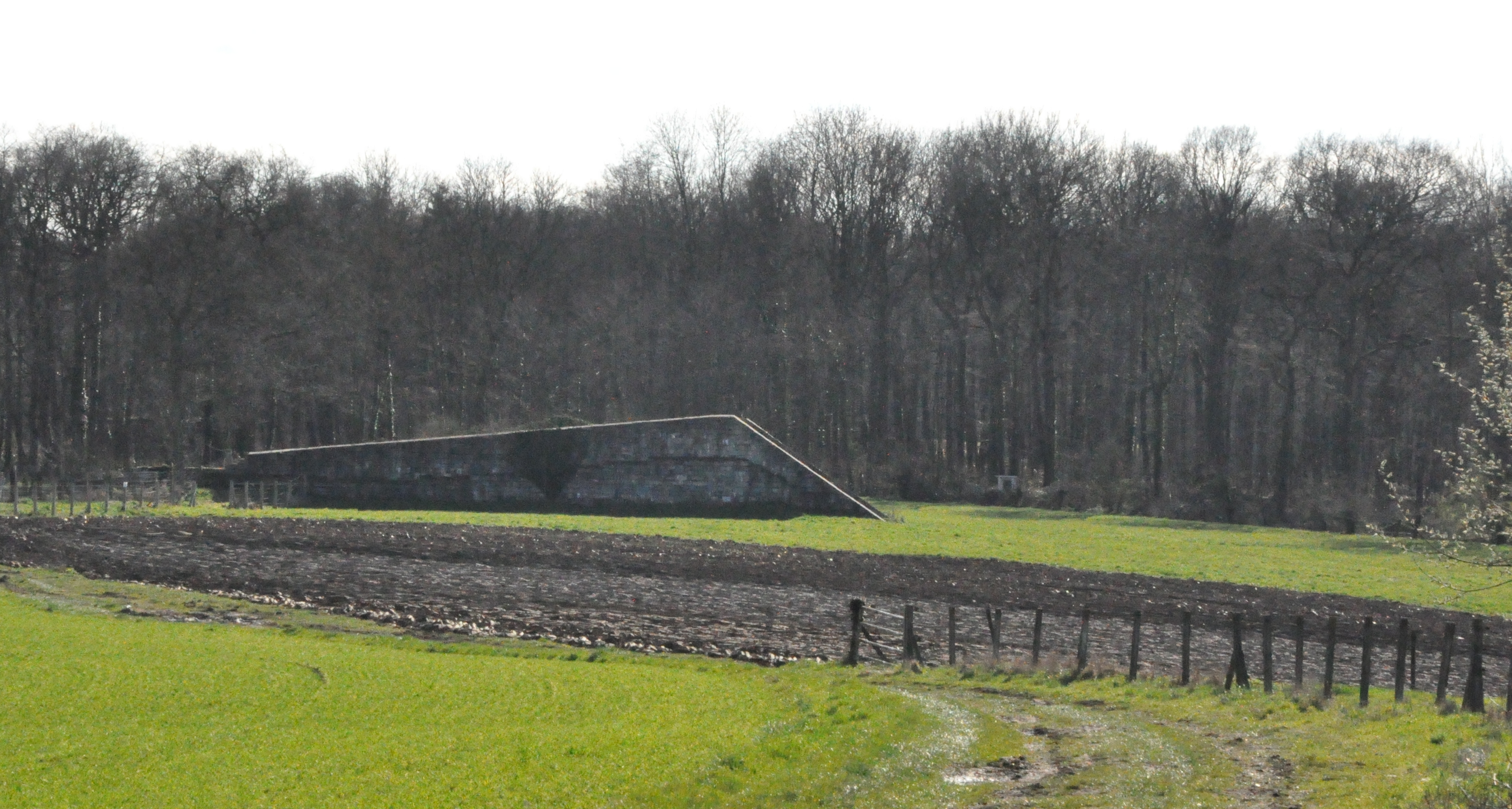
Lanceerramp voor V1-raketten
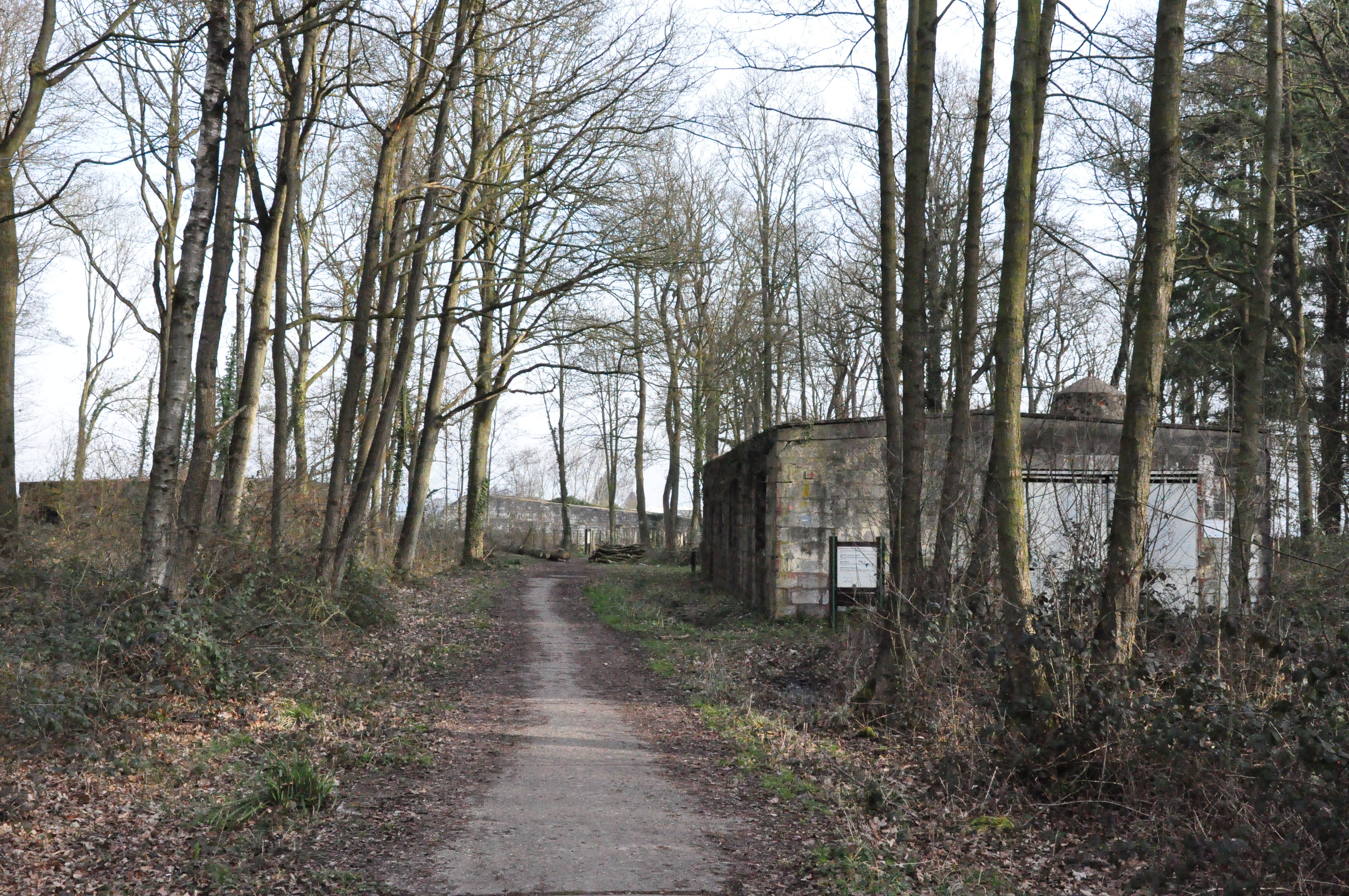
Overblijfselen van de Duitse militaire basis

## Geografie
De oppervlakte van Waalskappel bedroeg op 1 januari 2022 5,44 vierkante kilometer; de bevolkingsdichtheid was toen 146,7 inwoners per km². De geografische coördinaten zijn 50° 44' N.B. 2° 29' O.L.

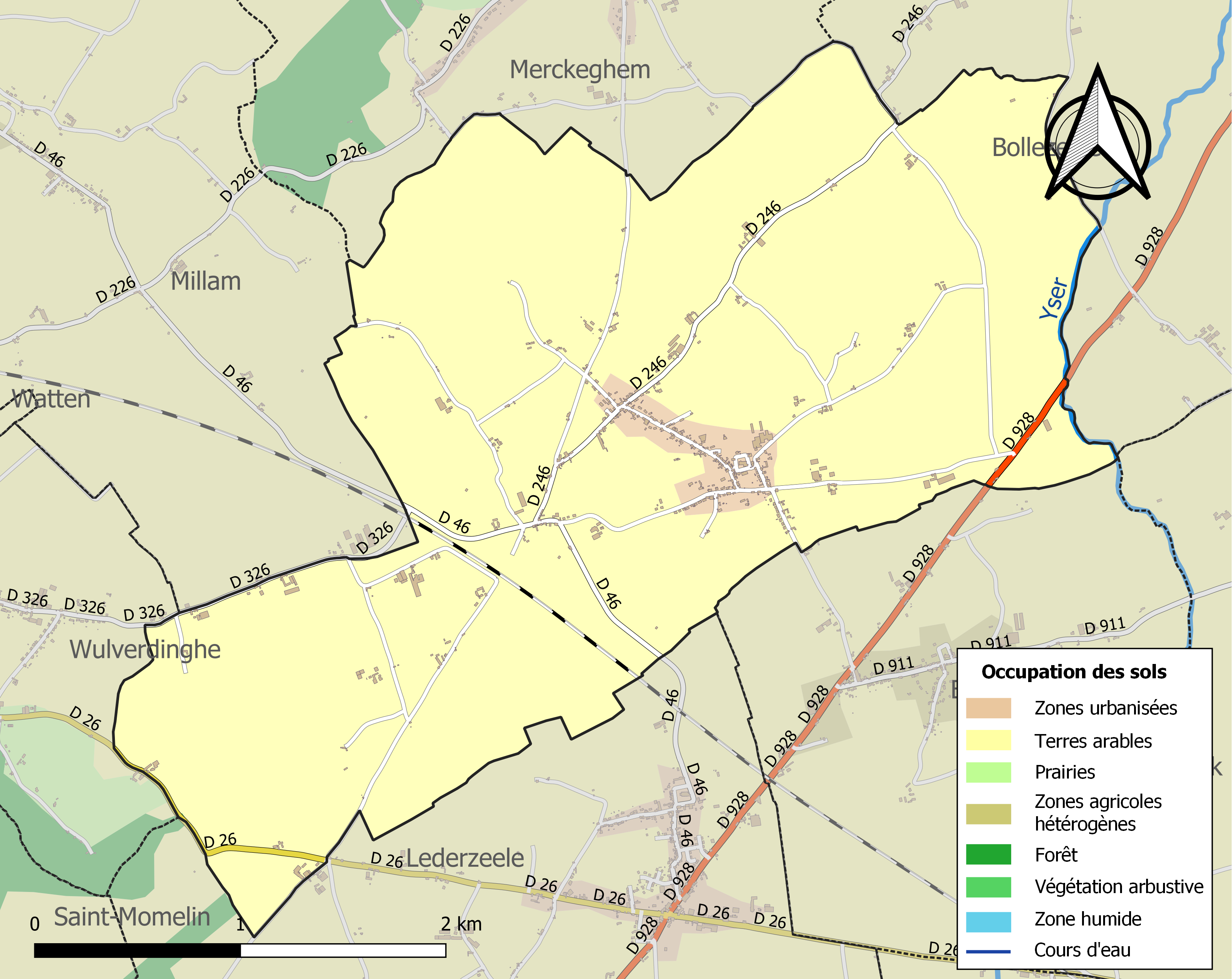
Kaart van de gemeente met belangrijkste infrastructuur, bodemgebruik en omliggende gemeenten

Waalskappel ligt in het Houtland op een hoogte van 30-69 meter. Het eigenlijke dorp ligt op 43 meter hoogte. Het Bois des Huit-Rues is een bos ten zuidoosten van de plaats. De Borrebeek loopt door de gemeente.

## Demografie
Onderstaande figuur toont het verloop van het inwonertal (bron: INSEE-tellingen).

## Nabijgelegen kernen
Ebblingem, Linde, Zerkel, Moerbeke, Hazebroek, Stapel